# Polysyncraton vestiens
Polysyncraton vestiens är en sjöpungsart som beskrevs av Monniot 200. Polysyncraton vestiens ingår i släktet Polysyncraton och familjen Didemnidae. Inga underarter finns listade i Catalogue of Life.